# 30448 Yoshiomoriyama
30448 Yoshiomoriyama è un asteroide della fascia principale. Scoperto nel 2000, presenta un'orbita caratterizzata da un semiasse maggiore pari a 2,6796766 UA e da un'eccentricità di 0,1471967, inclinata di 12,82574° rispetto all'eclittica.